# 快感
快感（かいかん、希: ἡδονή, ギリシア語ラテン翻字: hēdonē、羅: voluptas、英: pleasure）は、気持ち良いと感じる事。快楽（かいらく）、享楽（きょうらく）とも。喜び・幸せ・満足等の感情と密接に結びついている。

## 概要
脳科学的には、報酬系における神経伝達物質を介した神経細胞間の活動で定義される。食・摂水・睡眠など、動物としての本能に根ざした行動は、快感という報酬と不快感という罰によりコントロールされる。食欲など欲求が満たされれば快感を覚え、満たされなければ不快感を覚える。欲求とは、不快感を解消し、快感を得ることを（本能的に）希求する心のありかたと捉える事も出来るといえる。その他、大脳の高次機能の発達した人間は、長期的な目標の達成等、動物的欲求以外の状態からも快感を得る事が可能である。美しいものを見て、素晴らしい音楽を聴き、楽しい時を過ごす事によって人は快感を得る。
その達成までの期間の長短はあるが、人間の行動は何らかの快感を得る事を目指したものが多く、人間の行動原理、価値観の根本を規定する脳の状態である。
覚醒剤やアルコール飲料、あるいはギャンブルなどは、強く直接的な快感をもたらし、これらがいくら健康面や社会的に問題視されても、それを求める人は少なからずいる。依存症はこれらのもたらす快感に深く囚われた状態であり、身体的依存は克服できても精神的依存を克服する事に困難を伴う場合が多い。これらの事例に快感の人の行動、判断への影響を強くみてとる事が出来る。